# Kill This Love
Albums de Blackpink
Blackpink in Your Area
(2018) The Album
(2020)
Singles
1. Kill This Love
Sortie : 4 avril 2019

Kill This Love (stylisé en majuscules) est le deuxième extended play en coréen (troisième au total) du girl group sud-coréen Blackpink, sorti le 5 avril 2019 chez YG Entertainment et Interscope Records. Il s'agit de leur premier CD coréen depuis la sortie de Square Up en juin 2018 et leur première sortie avec Interscope Records. La chanson titre sort en tant que premier single. Le single culmine à la deuxième place en Corée du Sud et devient le premier hit du groupe à entrer dans le top 50 aux États-Unis et au Royaume-Uni.
Au Billboard 200, Kill This Love fait ses débuts à la 24e place avec 19 200 ventes. Ce EP atteint le top 10 dans de nombreux pays, dont le Canada, le Japon, la Nouvelle-Zélande et la Corée du Sud, et le top 20 en Australie. Il est certifié disque de platine par le Gaon Music Chart en juin 2019, après la vente de 250 000 unités équivalentes à un album, devenant ainsi le deuxième EP de Blackpink à le faire, après Square Up en 2018.

## Contexte
Yang Hyun-suk, fondateur de YG, annonce le 8 février 2019 que Blackpink sortira un nouvel EP en mars. Le single et l'EP sont annoncés le 25 mars. Entre le 31 mars et le 1er avril, plusieurs photos d'accroche individuelles sont publiées sur leurs réseaux sociaux. Le 26 juillet, il est annoncé que le groupe sortira une version japonaise de leur EP Kill This Love le 11 septembre 2019. L'album voit sa date de sortie initiale reculer et sort le 16 octobre 2019. Aucune chanson de cette version ne sort en single. Un enregistrement en direct de la version japonaise de "Kill This Love", enregistrée au Tokyo Dome le 4 décembre 2019, est inclus dans le troisième album live du groupe Blackpink 2019-2020 World Tour In Your Area - Tokyo Dome, sort le 6 mai 2020, via Universal Music Japan.

## Musique et paroles
Le morceau d'ouverture, "Kill This Love" est un morceau electropop avec des éléments trap,. La chanson contient « des cors retentissants et des percussions martiales », avec Rosé et Jisoo menant des pré-refrains « passionnés » sur la rupture. Le deuxième morceau, "Don't Know What To Do", est une chanson EDM et pop avec une basse palpitante, un crochet en forme de sifflet, une guitare acoustique,,.   "Kick It", la troisième chanson, est une chanson avec des éléments de Southern Trap, de basse synthé et de guitare acoustique. La chanson parle de parler avec d" anciens amoureux : « Je vais bien être seul / Ne me sens pas mal pour moi / Je vais t'oublier maintenant ». La quatrième piste, « Hope Not », est une ballade rock-pop acoustique au sujet de la rupture où la personne est passé du désir à l'acceptation. Le morceau de clôture, "Ddu-Du Ddu-Du (remix)" est décrit comme un « remix frémissant, prêt pour le club ». 

## Réception critique
Kill This Love reçoit des critiques généralement favorables de la part des critiques. Chez Metacritic, qui attribue une note normalisée sur 100 aux critiques des publications grand public, l'album reçoit une note moyenne pondérée de 69 sur la base de 4 critiques, indiquant « des critiques généralement favorables ». Laura Dzubay de Consequence of Sound déclare que l'album « fonctionne comme une plongée plus nette, plus serrée et encore plus badass dans les mêmes idées que l'album de l'année dernière ». Elle note également « les styles de production équilibrés, combinés aux talents des chanteurs pour l'élasticité vocale ». 
Pour Rolling Stone, Jeff Benjamin écrit : « Il y aura un temps pour l'expérimentation pour Blackpink - idéalement dans un projet complet. Pendant ce temps, les femmes approfondissent leur marque pour une base de fans en croissance rapide et indépendante de la langue, anticipant avec impatience chaque nouvelle sortie musicale. »  Michelle Kim de Pitchfork donne une critique mitigée, qualifiant la production de l'album de « bizarrement datée, comme si elle avait été fabriquée plus tôt dans la décennie, puis oubliée dans une capsule temporelle pendant cinq ans ».  Rhian Daly de NME déclare que l'album « présente un groupe qui est certainement talentueux, mais peut-être pas tout à fait prêt pour le prochain arc ascendant dans le trajet sur lequel ils sont actuellement »

## Singles
"Kill This Love" sort le 4 avril 2019, en tant que premier single de l'Extended play. Un clip vidéo d'accompagnement de la chanson est réalisé par Seo Hyun-seung et téléchargé sur la chaîne YouTube de Blackpink simultanément à la sortie du single. À sa sortie, le clip bat le record du plus grand nombre de vues en 24 heures, totalisant 56,7 millions de vues. En outre, il devient la vidéo ayant atteint les 100 millions de vues sur YouTube le plus rapidement, en environ 2 jours et 14 heures, battant le record établi par son collègue artiste coréen Psy avec "Gentleman" en 2013. Commercialement, le single atteint les charts dans 27 pays. Elle culmine à la deuxième place en Corée du Sud et devient le premier hit du groupe dans le top 50 aux États-Unis et au Royaume-Uni, devenant ainsi la chanson K-pop féminine la mieux classée du Billboard Hot 100 à l'époque,,.

## Liste des pistes
| Kill This Love – édition coréenne | Kill This Love – édition coréenne | Kill This Love – édition coréenne | Kill This Love – édition coréenne     | Kill This Love – édition coréenne | Kill This Love – édition coréenne | Kill This Love – édition coréenne | Kill This Love – édition coréenne | Kill This Love – édition coréenne | Kill This Love – édition coréenne |
| No                                | Titre                             | Paroles                           | Musique                               | Durée                             |                                   |                                   |                                   |                                   |                                   |
| --------------------------------- | --------------------------------- | --------------------------------- | ------------------------------------- | --------------------------------- | --------------------------------- | --------------------------------- | --------------------------------- | --------------------------------- | --------------------------------- |
| 1.                                | Kill This Love                    | Teddy Park, Bekuh BOOM            | Teddy Park, R. Tee, 24, Bekuh BOOM    | 3:11                              |                                   |                                   |                                   |                                   |                                   |
| 2.                                | Don't Know What to Do             | Teddy Park                        | Teddy Park, 24, Brian Lee, Bekuh BOOM | 3:21                              |                                   |                                   |                                   |                                   |                                   |
| 3.                                | Kick It                           | Teddy Park, Danny Chung, TAEO     | Teddy Park, 24                        | 3:11                              |                                   |                                   |                                   |                                   |                                   |
| 4.                                | Hope Not (아니길)                 | Teddy Park, Masta Wu              | Teddy Park, Seo Won-jin, Lydia Paek   | 3:11                              |                                   |                                   |                                   |                                   |                                   |
| 5.                                | Ddu-Du Ddu-Du (뚜두뚜두, remix)   | Teddy Park                        | Teddy Park, 24, R. Tee, Bekuh BOOM    | 3:21                              |                                   |                                   |                                   |                                   |                                   |
| 16:15                             |                                   |                                   |                                       |                                   |                                   |                                   |                                   |                                   |                                   |

| Kill This Love – édition japonaise | Kill This Love – édition japonaise        | Kill This Love – édition japonaise | Kill This Love – édition japonaise | Kill This Love – édition japonaise | Kill This Love – édition japonaise | Kill This Love – édition japonaise | Kill This Love – édition japonaise | Kill This Love – édition japonaise | Kill This Love – édition japonaise |
| No                                 | Titre                                     | Durée                              |                                    |                                    |                                    |                                    |                                    |                                    |                                    |
| ---------------------------------- | ----------------------------------------- | ---------------------------------- | ---------------------------------- | ---------------------------------- | ---------------------------------- | ---------------------------------- | ---------------------------------- | ---------------------------------- | ---------------------------------- |
| 1.                                 | Kill This Love (JP Ver.)                  | 3:11                               |                                    |                                    |                                    |                                    |                                    |                                    |                                    |
| 2.                                 | Don't Know What to Do (JP Ver.)           | 3:21                               |                                    |                                    |                                    |                                    |                                    |                                    |                                    |
| 3.                                 | Kick It (JP Ver.)                         | 3:11                               |                                    |                                    |                                    |                                    |                                    |                                    |                                    |
| 4.                                 | Hope Not (JP Ver.) (아니길)               | 3:11                               |                                    |                                    |                                    |                                    |                                    |                                    |                                    |
| 5.                                 | Ddu-Du Ddu-Du (JP Ver.) (뚜두뚜두, remix) | 3:21                               |                                    |                                    |                                    |                                    |                                    |                                    |                                    |
| 6.                                 | Kill This Love                            | 3:11                               |                                    |                                    |                                    |                                    |                                    |                                    |                                    |
| 7.                                 | Don't Know What to Do                     | 3:21                               |                                    |                                    |                                    |                                    |                                    |                                    |                                    |
| 8.                                 | Kick It                                   | 3:11                               |                                    |                                    |                                    |                                    |                                    |                                    |                                    |
| 9.                                 | Hope Not (아니길)                         | 3:11                               |                                    |                                    |                                    |                                    |                                    |                                    |                                    |
| 10.                                | Ddu-Du Ddu-Du (뚜두뚜두, remix)           | 3:21                               |                                    |                                    |                                    |                                    |                                    |                                    |                                    |
| 32:30                              |                                           |                                    |                                    |                                    |                                    |                                    |                                    |                                    |                                    |

## Charts
| Chart (2019–20)                         | Meilleure position |
| --------------------------------------- | ------------------ |
| Australie (ARIA)                        | 18                 |
| Canada (Canadian Albums)                | 8                  |
| Hongrie (Mahasz)                        | 31                 |
| Japon (Oricon)                          | 17                 |
| Japon (Billboard Japan)                 | 9                  |
| Nouvelle-Zélande (RMNZ)                 | 10                 |
| Écosse (OCC)                            | 21                 |
| Corée du Sud (Gaon)                     | 3                  |
| Espagne (PROMUSICAE)                    | 30                 |
| Suède (Sverigetopplistan)               | 23                 |
| États-Unis (Billboard 200)              | 24                 |
| États-Unis (Digital Albums)             | 6                  |
| Meilleures ventes amériaine (Billboard) | 10                 |

| Chart (2019)       | Position |
| ------------------ | -------- |
| South Korea (Gaon) | 17       |
| US World Albums    | 14       |

| Chart (2020)   | Position |
| -------------- | -------- |
| US World Album | 12       |

## Certifications
| Pays         | Certification | Ventes  |
| ------------ | ------------- | ------- |
| Chine        | —             | 770 595 |
| Corée du Sud | Platine       | 493 945 |